# Cygames
Cygames, Inc. (株式会社Cygames?) è un'azienda di sviluppo di videogiochi fondata nel 2011 da CyberAgent, società giapponese di servizi web che ne detiene la maggioranza delle azioni (e il cui fatturato, al 2017, si attesta sui 2,8 miliardi di euro).
Nel 2012, la connazionale DeNA Co., Ltd. ha acquistato una quota del 24% in Cygames; l'impresa è stata inoltre selezionata dal sito Gamasutra come uno dei primi 10 sviluppatori di giochi del 2012.

## Storia
Nel giugno 2012 Cygames ha fondato CyDesignation, una società specializzata in design, illustrazione, pianificazione e sviluppo videoludico.
Nel marzo 2016 la società nipponica ha annunciato la creazione della propria divisione di produzione di anime, la CygamesPictures. Nello stesso anno Cygames ha annunciato l'acquisizione di Kusanagi, attiva nello sviluppo di videogiochi e in particolare nell'anime background.
Nel maggio 2017 Cygames e Kodansha hanno annunciato di aver stretto un partenariato per lanciare una nuova etichetta di manga, Cycomi. Da luglio dello stesso anno, Cygames è back sponsor della squadra di calcio della Juventus.
Nell'aprile 2018 è stata annunciata un partenariato con Nintendo per sviluppare il gioco Dragalia Lost, e allo scopo di facilitare tale collaborazione, Nintendo otterrà circa il 5% delle azioni future emesse da Cygames. Un mese dopo, Cygames ha annunciato l'istituzione di Cymusic, ovverosia una filiale per la pianificazione, la produzione, la pubblicazione e la promozione di software musicali e video, nonché per la gestione di artisti.